# Judith Vanistendael
Judith Irene Vaistendael (Lovanio, 21 agosto 1974) è un fumettista e illustratrice belga d'espressione olandese, figlia del giornalista e poeta fiammingo Geert van Istendael.

## Biografia
Dopo gli studi secondari, ha studiato per un anno alla Universität der Künste Berlin. Ha quindi ottenuto una laurea in scienze dell'arte presso l'Università di Gand. Successivamente ha seguito un corso post laurea a Siviglia.
Nel frattempo, ha disegnato le illustrazioni per le fiabe fiamminghe di Geert van Istendael.
Tornata in Belgio, ha lavorato in diversi luoghi, ma alla fine ha deciso di concentrarsi sul disegno. Nel 2000, si è iscritta al programma Visual Story al college Sint-Lukas di Bruxelles.
Ha illustrato per gli editori Atlas, Querido, Malmberg e Lannoo, tra gli altri . Ha anche pubblicato alcuni racconti su riviste di fumetti.
Judith Vanistendael ha una figlia.

## Lavoro
Nel 2007 è stato pubblicato il suo primo album a fumetti, De maagd en de nege. Questa divenne la prima parte di un dittico. La storia è basata su un racconto di suo padre Geert van Istendael.
La seconda parte è stata anche oggetto di un fumetto sul quotidiano De Standaard, da maggio a giugno 2009.
Nel 2012, è apparso Toen David zijn stem verloor, un cartone animato su un uomo con un tumore terminale e su come sua moglie e i suoi figli lo affrontano. Con questo libro, Vanistendael è stata nominata per tre Eisner Award.
Nel 2016 è stato pubblicato Mikel, un romanzo grafico su un venditore di caramelle senza successo che, per motivi finanziari, diventa la guardia del corpo dei politici su cui punta l'ETA. Lo scenario è scritto da Mark Bellido e sarebbe autobiografico. Il libro è apparso anche in francese nella casa editrice Le Lombard e in spagnolo.